# 森脇和成
森脇 和成（もりわき かずなり、1974年8月1日 - ）は、日本の俳優、元芸人。広島県安芸郡熊野町出身。

## 来歴
地元広島の高校を中退後、圧接工になる。1994年、有吉弘行がオール巨人の弟子修行をあきらめ、地元に帰ってきたことがきっかけで、ともに芸人を目指して「猿岩石」を結成し、上京。1995年、太田プロダクションの新人オーディションに合格しデビューした。
1996年「進め!電波少年のユーラシア大陸横断ヒッチハイク」で猿岩石はブレイク。
テレビ番組に多数出演し、共同著書の『猿岩石日記』はベストセラーとなり、「白い雲のように」をはじめヒット曲も連発しアイドル的な人気を博す。
その後、猿岩石の人気は低迷し、地元広島のローカルタレント化していった。
森脇は副業でサパークラブ等の飲食経営を行っていたが、それを本業にして2004年猿岩石解散と同時に芸能界を引退する。その後、 実業家（株式会社スクラッチ専務）になっていたが、ほどなく退職。芸能界引退後に13種もの職業を転々としている。2007年に一般女性と結婚、子供を二人授かるが2013年に離婚、子供は元妻のところにいる。
2015年ブランド品の輸入販売会社で営業職をしているときに「しくじり先生 俺みたいになるな!!」に講師として出演。番組の打ち合わせを重ねる過程で自分の人生を見直し、輸入販売会社社長の後押しも受けて、芸能界復帰を決意する。 
2015年に辺見プロモーションから芸能界復帰したが、ほどなく所属リストから外れ、現在は事務所には所属せずフリーで活動している。2017年5月、YouTubeを始める。ラファエルのコンサルを受け、最初の動画は100万回再生を超える順調なスタートを切ったが、その後は企業案件のPR動画のみとなり、徐々に人気は低迷。YouTubeチャンネルは2019年8月を最後に更新を停止した。
復帰にあたって、太田プロで先輩だった土田晃之はラジオで苦言を呈している。2021年3月22日にWOWOWの「電波少年W 〜あなたのテレビの記憶を集めた〜い!〜」の配信回に出演した際には、プロデューサー兼出演者の土屋敏男が前述の「しくじり先生」で森脇が芸能界復帰を宣言したのを見て「本当にガッカリした、戻って来んなよ～」と、また同じく出演者の松村邦洋からは「一回辞めるって言ったら辞めないとさぁ」と両者から冗談半分で苦言を呈されてしまう。元相方の有吉は2017年1月9日放送の「いろもん極」にて「連絡があったが、（森脇が太田プロを辞めているので）電話に出なかった」と語っている。
有吉の関連の番組で猿岩石の過去映像を流す場合は、森脇の顔にはモザイク処理が施されている時がある。一般人時代に「アメトーーク!」の2006年10月26日放送分の企画「元コンビ芸人」で、番組終盤に有吉と共演し「白い雲のように」を歌ったことがある。
2024年現在、劇団ノーティーボーイズに所属している。
2024年12月4日、デビュー30周年を記念して新曲「夢の続きを」を配信決定。同日、森脇和成とユージーズバンドとしてのライブを銀座タクトで開催。サブスクにて「夢の続きを」、「あなたがいれば」の2曲が配信  。

## 出演
猿岩石時代の出演は当該項目参照。

### テレビ
- 雨上がり決死隊のトーク番組アメトーーク!（2006年10月26日、テレビ朝日）
- ヨソで言わんとい亭〜ココだけの話が聞ける（秘）料亭〜（2015年7月16日、2016年1月28日、テレビ東京）
- しくじり先生 俺みたいになるな!!（2015年7月20日、テレビ朝日）
- 踊る!さんま御殿!!（2015年10月27日、日本テレビ）
- ライオンのごきげんよう（2015年11月11日、フジテレビ）
- 隠れ菊（2016年、NHK BSプレミアム） - 料亭 花ずみ新店 板前 役
- 特盛!!よしもと（2016年1月23日、読売テレビ）
- 芸能㊙︎チャンネル（2016年6月24日、AbemaTV）
- バイキング（2016年9月1日、フジテレビ）
- 珍種目No.1は誰だ!? ピラミッド・ダービー（2016年9月4日、ＴＢＳテレビ）
- ニュース&情報 5チャンDO!（2017年11月16日、テレビ和歌山）
- 話題のアプリええじゃないか!（2018年2月15日、TOKYO MX）[12][13]
- ひろしま地下LIVE ぶちアゲ↑7↓ダウン（2018年4月20日、広島ホームテレビ ぽるぽるLIVE）
- ABEMAPrime（2021年9月23日、AbemaTV）

### ラジオ
- 春風亭昇太のラジオビバリー昼ズ（2015年8月12日、ニッポン放送）
- 峰竜太のミネスタ（2016年3月8日、ラジオ日本）
- ぼくらの青春J-POP 平成ミュージック・グラフィティー （2016年3月18日、NHK第一）
- 大竹まことのゴールデンラジオ（2016年5月19日、文化放送）
- 森尾笠の秘密基地（2016年8月4日 - 2017年8月31日、毎週木曜、FMカオン 84.2MHz）
- りょんラジ （2017年2月25日、調布FM83.8）
- ラジオうかんむり（2021年8月10日 、エフエムさがみ）ゲスト
- 渋谷を元気にするラジオ（2021年11月5日、渋谷のラジオ）
- あきらのララバイ（2022年10月25日 、くるめラ）
- 笠原涼二と森脇和成の爆走劇場 ～今夜は俺らについて来い！～（2024年8月1日〜、FMカオン　木曜22:00-23:00)
- Akiraのみんなだいすき（2025年3月10日、17日、南海放送ラジオ）
- 林寛子のラブリーアイランド（2025年3月17日、八王子エフエム）
- 横浜ポップＪ（2025年3月20日、ラジオ日本）

### 映画
- キセキ（2016年、短編映画）※第4回木暮人国際映画祭2016グランプリ
- 7WAYS（2023年6月3日）
- へブンズベル（2025年劇場公開予定）

### 舞台（ライブ含む）
- SECOND・N PRODUCE 第15回公演『畳屋バラッド』（2016年4月26日 - 5月1日、高田馬場ラビネスト） - 匠 役[14] ※舞台初主演
- JOHN DOESプロデュースVOL.1『SEN-RITSU』（2016年6月3日 - 9日、Geki地下Liberty）
- SECOND・N PRODUCE VOL.17『Only Stupid They』（2016年9月27日 - 10月2日、学芸大学・千本桜ホール）
- SECOND・N PRODUCE VOL.19『SIMPLY BECAUSE IMITATION -偽物だからこそ-』（2017年1月24日 - 1月29日、高田馬場ラビネスト）
- SECOND・N  PRODUCE VOL.21『キズ絆』（2017年3月28日 - 4月2日、学芸大学・千本桜ホール）
- 劇団ぶらぅに～ 主催舞台 VOL.5『笑うガールズに福来たる』（2017年5月6 - 7日、西日暮里キーノートシアター）
- 劇団ノーティーボーイズ 17th.ACT『Silly Talk』（2017年6月13日 - 18日、築地本願寺・ブディストホール）
- 『クリスマスあとの物語』「バブリー時間外労働」（2017年12月25日 - 28日、中目黒トライ）
- 劇団ノーティーボーイズ 18th.ACT  Neo Classic『6M×7W(SIX MEN×SEVEN WOMEN)』（2018年3月13日 - 18日、ウッディシアター中目黒）
- 劇団ノーティーボーイズ 19th.ACT いつかヘッドをロックして（2018年7月24日 - 29日、築地本願寺・ブディストホール）
- 劇団ノーティーボーイズプレゼンツ ノーティーガールズ1st ACT Naked Girls -裸の女達-（2018年10月2日 - 7日、築地本願寺ブディストホール）
- 劇団ノーティーボーイズ 番外公演　SIMPLY BECAUSE IMITATION～偽物だからこそ～（2018年12月4日 - 9日、高田馬場ラビネスト）
- こと～築地寿司物語～完全版（2019年3月7日 - 10日、築地本願寺・ブディストホール）
- 劇団ノーティーボーイズ 20th.ACT それはいつも♂♀からはじまるetc（2019年5月28日 - 6月2日、中野テアトルBONBON）
- 劇団ノーティーボーイズプレゼンツ ノーティーガールズ2nd ACT ぼんじり（2019年10月8日 - 13日、築地本願寺・ブディストホール）
- 劇団ノーティーボーイズ 21th.ACT UNDERCOVER（2020年3月3日 - 8日、築地本願寺・ブディストホール）
- 日活歌謡シリーズ 第一弾 舞台「夜明けのうた」（2022年1月13日 - 16日、渋谷区文化総合センター大和田 さくらホール）
- Yellow Jam Gallery ジグゾー（2022年4月7日 - 10日、武蔵野芸術劇場）
- 劇団ノーティーボーイズ 22th.ACT BLATHER（2022年5月24日 - 29日、下北沢駅前劇場）
- 劇団ノーティーボーイズ 23th.ACT CAFE'de金剛（2022年11月8日 - 13日、中野坂上ハーモニーホール）
- 劇団ノーティーボーイズ produce ケミカルリアクション ACT.2「騙っちゅーの!」（2023年3月1日 - 5日、シアターサンモール）
- 劇団ノーティーボーイズ 24th.ACT OUT OF IT -向日葵の季節に、それを想う?-（2023年7月18日 - 23日、築地本願寺・ブディストホール）
- Horse VOL.1 となりのホールスター（2023年10月3日 - 9日、上板橋GREEN　DOOR）
- 劇団BLUESTAXI vol.38 さすらう（2023年11月8日 - 12日、ザ・ポケット）
- Yellow Jam Gallery　舞台『MOTEL』（2024年1月25日-1月28日、武蔵野芸能劇場）
- 劇団ノーティーボーイズ produce ケミカルリアクションACT.3『Only Stupid They』（2024年5月29日 - 6月2日、シアターサンモール）[15]
- 高宮雄次バースデー・ライブ『ユージーズとGSを愛する仲間たち』（2024年6月9日、ライブハウス銀座TACT）
- 劇団ノーティーボイーズ本公演25th.ACT『BACK PAIN BLUES』（2024年11月12日 - 11月17日、中野坂上ハーモニーホール）
- 劇団BLUESTAXI Vol.41『あー昼休み』（2025年4月15日 - 4月20日、シアター711）[16]
- can/goo LIVE 2025（2025年6月14日、 神楽坂 天窓）
- 劇団ノーティーボイーズ本公演27th.ACT『騙っちゅーの！！』（2025年7月15日 - 7月20日、中野坂上ハーモニーホール）[17]
- 鈴木ゆかプロデュース『わたしが帰りたい家』（2025年10月17日 - 10月19日、広島市東区民文化センタースタジオ2）[18]
- 劇団ノーティーボイーズ本公演28th.ACT『LOCK,STOCK&BARREL』（2025年12月9日 - 12月14日、中野坂上ハーモニーホール）[19]

### YouTube
- コヤッキースタジオ（2021年3月3日）
- コヤチャンクルーの休日（2021年11月10日、コヤッキースタジオのサブチャンネル）
- 街録ch〜あなたの人生、教えて下さい〜（2023年10月14日）
- 宮迫ですッ!（2024年11月）
- もずとはゃにぇ（2025年4月27日）

## 配信
- グローバルWiFi『激烈!グローバルでんぱ調査隊 inタイ』（YouTubeチャンネル）全4話[20]
- 【電波少年W】電波少年ヒッチハイクの先駆者!元猿岩石 森脇さん登場。（2021年3月22日 ライブ配信.YouTubeチャンネル）

## 著書
- もしかして、崖っぷち? （2016年2月26日、KADOKAWA） ISBN 9784040681535

## ディスコグラフィー
猿岩石時代の作品は当該項目参照。

### 配信
- 夢の続きを（2024年12月）
- 泥まみれの青春（2025年5月）